# One Night Only (együttes)
One Night Only egy angol indie pop-rock együttes, Hemsleyből, Yorkshireből. Az együttes tagjai: George Craig (frontember, gitár), Mark Hayton (háttérvokál, gitár), Daniel Parkin (basszusgitár), Sam Ford (dob) és Jack Sails (zongora).

## Történet
A One Night Only-t 2003 nyarán alapították Hemsleyben egy angol kisvárosban, Észak Yorkshireben. Kezdetben Hayton, Parkin, Ford és egy iskolatársa Kai Smith zenéltek együtt. Craigig nem volt vokálosuk, de egy nap mint Ford barátja elment hozzájuk és gyakorolt. Felkérétk hogy álljon be vokálosnak, de ő erősködött, hogy had gitározzon is. Ezután Smith kilépett a zenekarból. Híresztelések ellenére nem egy új Beatles-ként kezdték – kezdetben csak más előadók számait játszották, mint például; Blink-182, New Found Glory. Első fellépésük 2003 december 12-én volt, mikor a Kirkbymoorside Memorial Hall-ban léptek fel, ami egy ismert fellépő helyükké vált. 2005-ben Jack Sails csatlakozott a zenekarhoz, mint zongorista. Nemrégiben a zenekar több helyen is fellépett, mint például, Alan Carr's és a Justin-Lee Collins' show-n. És megjelent harmadik kislemezük a "It’s About Time". A frontember, George Craig a Hollyoaks show-n is fellépett, előadva az "It’s About Time" akusztikus változatát.
A név, a One Night Only akkor jött, amikor felkérték, hogy adjanak egy koncertet. A zenekarnak nem volt neve abban az időben, és így jött létre a One Night Only. Azzal a szándékkal, hogy szó szerint, utoljára csak egy éjszakára. De a név rajtuk ragadt a mai napig.
A "„You and Me” volt az első kislemezük, amit 2007 októberében adtak ki. Másodikként a Just For Tonight kislemezüket adták ki, a Started a Fire című albumukból, ami eddigi legnagyobb sikerük volt, az Egyesült Királysági toplistán 9. lett. A kislemezt 2008 januárjában adták ki, a Started a Fire című albumukkal együtt, amit még 2007 augusztusában-szeptemberében vettek fel a RAK stúdióban, Londonban. Az „It’s About Time” a harmadik kislemezük amit 2008. április 28-án adtak ki.

## Apróságok
- A „Just For tonight” c. számuk az E4 - angol televízió csatorna – sorozatának a Nearly Famous-nak lett a betétdala, és nyitódala volt az Euro 2008 qualifiers on Sky Sports-nak
- George fiú testvére a Joe Lean And The Jing Jang Jong nevű zenekar dobosa
- Az albumukat Steve Lillywhite adta ki, aki több U2 album kiadásáról híres.

## Diszkográfia

### Albumok
- Started A Fire (2008) #10 UK
- One Night Only (2010) #36 UK

### Kislemezek
- 2007 You and Me
- 2008 Just for Tonight -
- 2010 Say You Don't Want It One Night Only
- 2011 Can You Feel It Tonight" Coca-Cola Original 2011 Europe Soundtrack

## Tagok
- George Craig – szólógitár
- Mark Hayton – gitár, vokál
- Daniel Parkin – basszusgitár
- Jack Sails – zongora, vokál

## Zenei videók
- Just For Tonight
- You and Me
- Say You Don't Want It

## Fordítás
- Ez a szócikk részben vagy egészben  az   One Night Only (band) című angol Wikipédia-szócikk fordításán alapul.  Az eredeti cikk szerkesztőit annak laptörténete sorolja fel. Ez a jelzés csupán a megfogalmazás eredetét és a szerzői jogokat jelzi, nem szolgál a cikkben szereplő információk forrásmegjelöléseként.